# 三浦正 (教育学者)
三浦 正（みうら まさし）は、日本の教育学者。専門はキリスト教教育。

## 経歴
- 青山学院大学文学部教育学科 卒業
- 国際基督教大学教育学研究科 修了
- 拓殖大学商学部 教授
- 拓殖大学名誉教授
- 静岡英和学院大学 人間社会学部　地域福祉学科  教授
- 静岡英和学院大学 学長
- 静岡英和学院大学 退職
- 北陸学院短期大学学長 (北陸学院大学開学後は同学長)
- 北陸学院大学退職

## 著書

### 共著
- 『日本人のニヒルと無』（ヨルダン社、1967年）
- 『現代の教育の諸問題』（（財）日本キリスト教教育センター市民セミナー出版部、1970年）
- 『現代日本におけるキリスト教学校教育の意義』（内外協力会（IBC）、1971年）
- 『新教育原理』（（財）日本キリスト教教育センター市民セミナー出版部、1974年）
- 『教会教育ハンドブック』（日本聖書神学校、1981年）
- 『ジョン・ウェスレーと教育』（ヨルダン社、1999年）

### 単訳
- 『子どもの成長とキリスト教教育』（日本キリスト教団出版局、1982年）
- 『宗教教育の歴史-人とその教育論』（慶應義塾大学出版会、1985年）
- 『リコーナ博士の子育て入門-道徳的自立をめざして』（全国学校図書館協議会（第925回）撰定図書）（慶應義塾大学出版会、1988年）
- 『リコーナ博士のこころの教育論-<尊重>と<責任>を育む学校環境の創造-』（慶應義塾大学出版会、1997年）

## 栄典
- 2013年11月 瑞宝中綬章受章[1]